# IC 3010
IC 3010 ist eine Linsenförmige Galaxie vom Hubble-Typ SB0/a im Sternbild Hydra südlich der Ekliptik. Sie ist schätzungsweise 81 Millionen Lichtjahre von der Milchstraße entfernt und hat einen Durchmesser von etwa 45.000 Lichtjahren. Gemeinsam mit vier weiteren Galaxien bildet sie die NGC 4105-Gruppe (LGG 270).
Im selben Himmelsareal befinden sich u. a. die Galaxien NGC 4106, IC 764, IC 2996, IC 3005.
Das Objekt wurde am 11. April 1898 von Lewis Swift entdeckt.